# 築地町 (新宿區)
築地町（日语：／ Tsukijimachi */?）是東京都新宿區的町名。2013年8月1日為止的人口有515人。郵遞區號為162-0818。

## 地理
位於新宿區東北部。北鄰水道町，東北部與東部接西五軒町，東南連赤城元町，西南通赤城下町，西鄰改代町。町域內是住商混合區，也可見到不少高層建築，也可見印刷、裝訂相關企業入駐。

## 歷史
原屬牛込村，為一片沼地。濟松寺開基祖心尼在1650年（慶安3年）拜領此地，稱祖心町。承應期間進行填地造陸，稱為築地片町。1872年（明治5年）成立牛込築地町，1911年（明治44年）去除冠稱。

### 地名由來
「築地」意為建造陸地，過去曾進行造陸工程而得名。

## 交通
町域內沒有鐵路車站，可利用東京地下鐵東西線神樂坂站、有樂町線江戶川橋站。

## 其他
新海誠導演的動畫電影天氣之子有部分場景是在築地町取景，亦吸引了一部分粉絲前往築地町進行「聖地巡禮」。

## 備註
1. ↑  『角川日本地名大辞典 13　東京都』、角川書店、1991年再版、P875
2. ↑  .   [2013-08-10]. （原始内容存档于2014-08-19）.

## 外部連結
- 新宿區役所 （页面存档备份，存于）